# انچری
انچری (به انگلیسی: Anchery) یک منطقهٔ مسکونی در هند است که در کرالا واقع شده‌است.